# 威远江
威远江，位于中华人民共和国云南省西南部的一条河流，是澜沧江左岸支流。

## 概况
威远江上游称勐统河，发源于普洱市镇沅彝族哈尼族拉祜族自治县勐大镇白水村以北无量山脉朝阳山东北麓，蜿蜒向南纵贯镇沅县西部地区，至景谷傣族彝族自治县凤山镇抱母村哨排以北左纳按板河（威远河）后干流始称“威远江”，之后干流继续向南经过景谷县城威远镇和益智乡。在益智乡和平村以南左纳小黑江后折向西南流，成为景谷县与普洱市思茅区之间的界河，这一河段也称小黑江。干流最后于思茅区思茅港镇大车树村大丙屯以西注入澜沧江糯扎渡水电站水库。河长274.2千米，流域面积8810.5平方千米，落差2142米，河道平均比降2.5‰。
該河水力豐沛，建有威遠江水電站，此外自然景觀豐富，設有威遠江自然保護區。

## 自然保护区
威远江自然保护区属省级保护区,位于景谷县威远江中下游西岸。长20公里,宽5公里,面积11.5万亩,以保护思茅松原始林为目的。  
思茅松是威远江自然保护区的主要森林植被, 面积6043.9公顷,占有林地面积88.6%。思茅松是分布在缅甸北部和越南北部的卡西亚松在云南的地理变种，是云南的特有种，仅分布于云南，尤以滇中南的思茅地区分布最广，且密集成片。保护区是思茅松的分布中心，森林茂密、林相整齐，以松栎混交的草层林最为常见，有的地段也有与红木荷、西南桦等树种混交。林下灌木和草本植物发达，常见的有野古草、黄背草、金发草、紫 茎泽兰等。自然保护区内栖息着蜂猴、长尾花叶 猴、水鹿、豹子、绿孔雀、金丝猴、白鹇、蟒蛇、麂子等珍贵动物。